# 新市政厅 (俄斯特拉发)

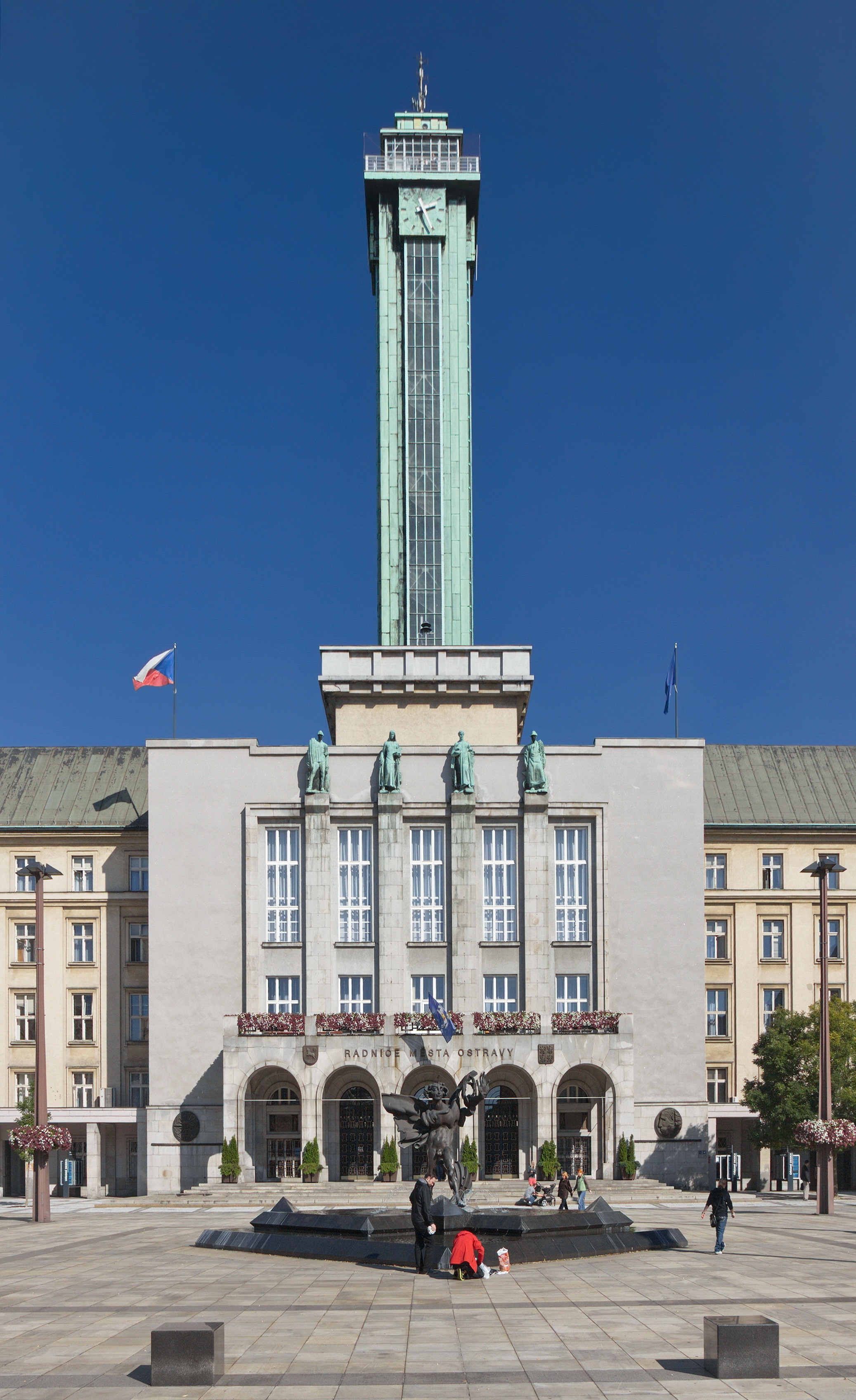
俄斯特拉发新市政厅

新市政厅是捷克共和国东北部城市俄斯特拉发的市政厅建筑，坐落在奥斯特拉维采河左岸的Prokeš's 广场。
它是捷克共和国最大的市政厅大楼。